# Pfarrhaus Aach (bei Trier)

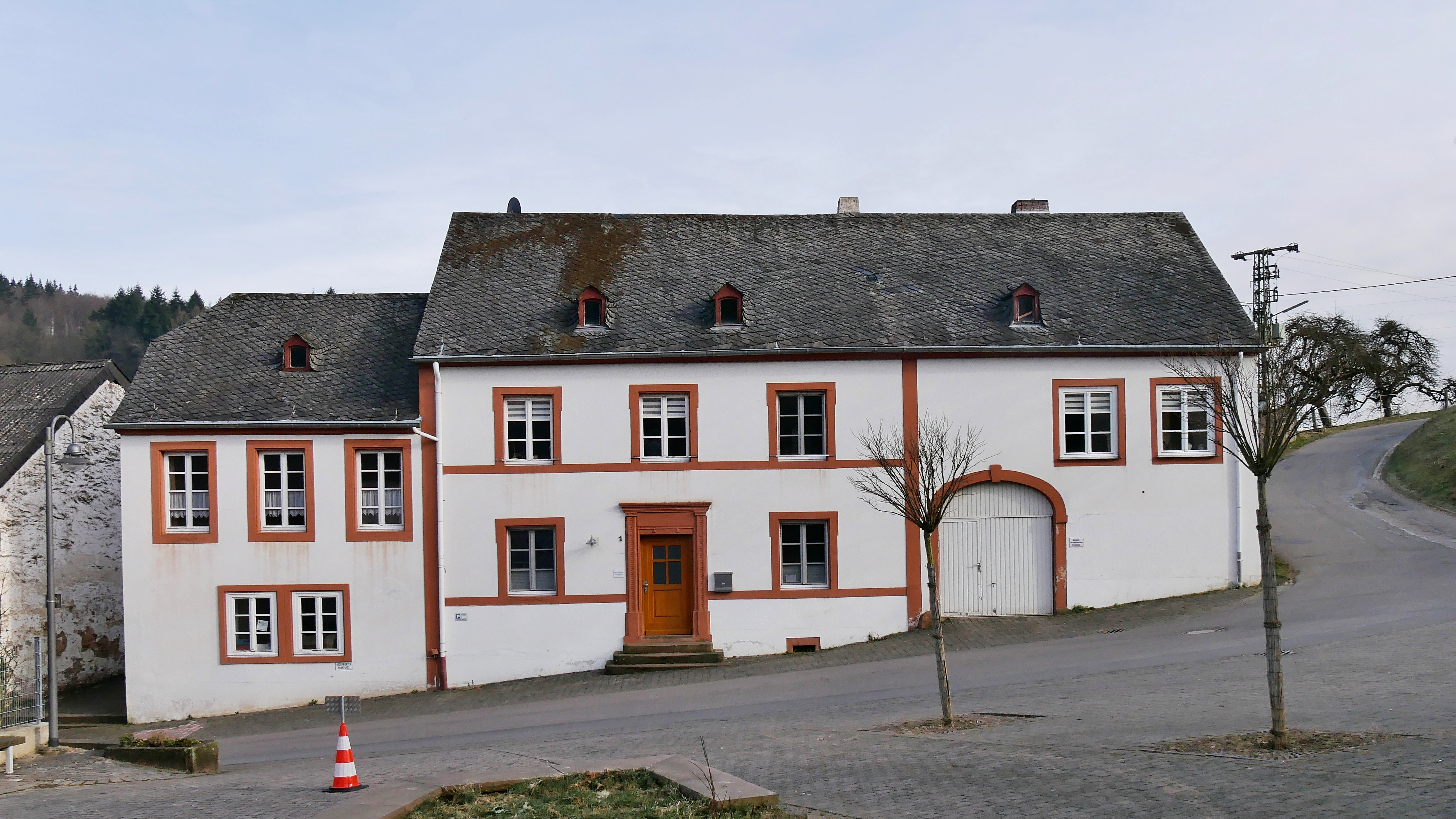
Pfarrhaus in Aach

Das ehemalige katholische Pfarrhaus in Aach, einer Ortsgemeinde im Landkreis Trier-Saarburg in Rheinland-Pfalz, wurde 1806 errichtet. Das ehemalige Pfarrhaus an der Neuhäuserstraße 1 ist ein geschütztes Kulturdenkmal.
Das klassizistische Quereinhaus mit schiefergedecktem Satteldach besitzt einen Wirtschaftsteil. Im Jahr 1825 wurde ein heute in das Pfarrhaus integriertes Schulhaus angebaut.
Die Mittelachse wird durch ein Pilasterportal mit geschuppten Pfosten betont. An der Rückseite befindet sich der ehemalige Pfarrgarten mit Ummauerung.
Das renovierte Anwesen ist ein Beispiel für die Schlichtheit der Fassadendekoration während der französischen Herrschaft.